# Thomas Zotz

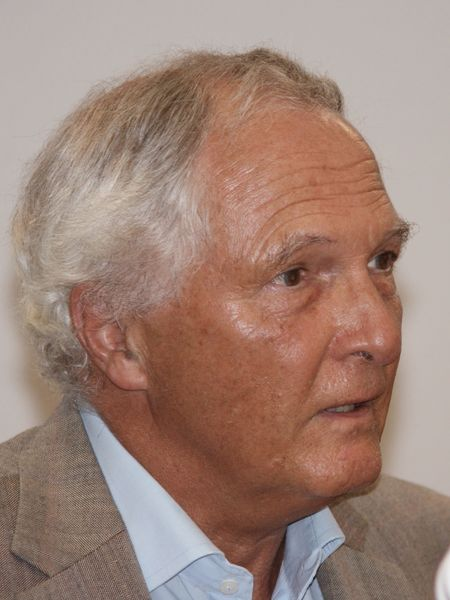
Thomas Zotz, aufgenommen von Werner Maleczek im Jahr 2011.

Thomas Lothar Zotz (* 5. Februar 1944 in Prag) ist ein deutscher Historiker. Er lehrte von 1989 bis 2010 als Professor für mittelalterliche Landesgeschichte des deutschsprachigen Südwestens an der Universität Freiburg.

## Leben und Wirken
Thomas Zotz entstammt der österreichisch-deutschen Unternehmer-, Künstler- und Gelehrtenfamilie Zotz. Er wurde als Sohn des Prähistorikers Lothar Zotz und seiner Frau Charlotte, geb. Deckwerth, in Prag geboren. 1945/46 siedelte die Familie nach Freiburg im Breisgau über, wo Zotz 1963 am Berthold-Gymnasium das Abitur ablegte. Er studierte von 1963 bis 1969 Geschichte, Latein, Geographie sowie Ur- und Frühgeschichte an den Universitäten Freiburg, Wien und Hamburg. 1969 erfolgte das Staatsexamen in Freiburg i. Br. in Geschichte und Latein. Im Dezember 1972 wurde er in Freiburg bei Josef Fleckenstein mit einer Arbeit über den Breisgau und das alemannische Herzogtum im 10. und frühen 11. Jahrhundert promoviert. Von 1973 bis 1989 war er Mitarbeiter am Max-Planck-Institut für Geschichte in Göttingen. Es folgten von 1978 bis 1988 Lehraufträge an den Universitäten Göttingen und Hannover. Im Jahr 1986 war er Directeur d’Etudes an der École des hautes études en sciences sociales in Paris. Zotz wurde 1989 auf die Professur für mittelalterliche Landesgeschichte des deutschsprachigen Südwestens an der Universität Freiburg berufen. Den Ruf auf eine Professur an der Universität Marburg im Jahr 1999 lehnte er ab. Von 1999 bis zu seiner Emeritierung 2010 hatte er den Lehrstuhl für Früh- und hochmittelalterliche Geschichte und für Mittelalterliche Landesgeschichte des deutschsprachigen Südwestens an der Universität Freiburg inne. Zu seinen akademischen Schülern gehören unter anderem Andreas Bihrer und Eva-Maria Butz.
Seine Forschungsschwerpunkte sind die Königspfalzen und die königliche Herrschaftspraxis, der Adel, das Rittertum und die Ministerialität im Hochmittelalter, die Grundherrschaft, die Siedlungs- und Herrschaftsentwicklung in Südwestdeutschland im frühen und hohen Mittelalter. Zotz hat zahlreiche Studien zu den Zähringern veröffentlicht. Er verfasste auch den Artikel zu den Zähringern im Lexikon des Mittelalters. Im Jahr 2018 und damit zum 800. Jubiläum der Zähringer legte er eine aktuelle Überblicksdarstellung dazu vor. Anlass war, dass am 18. Februar 1218 Herzog Berthold V. der letzte männliche Vertreter dieser Adelsfamilie verstorben war. Mit dem Buch von Zotz liegt erstmals seit Eduard Heyck (1891/92) wieder eine Gesamtdarstellung dieser Dynastie vor. Auf einer Tagung im Kloster Weingarten im Oktober 2017 wurden anlässlich der 850-jährigen Wiederkehr des Todes Welfs VII. die Dynastien der Welfen und Staufer aus der Perspektive Oberschwabens betrachtet. Neben dynastiegeschichtlichen Aspekten bei der Übertragung des süddeutschen Welfenerbes an Frierich I. Barbarossa wird die anschließende herrschaftliche Entwicklung Oberschwabens untersucht. Die 15 Beiträge gab Zotz zusammen mit Andreas Schmauder und Johannes Kuber 2020 in einem Sammelband heraus.
Zotz wurde 1973 der Preis der Friedrich-Metz-Stiftung Freiburg i. Br. verliehen. Er ist Mitglied im Alemannischen Institut (1990) und in der Kommission für geschichtliche Landeskunde in Baden-Württemberg (1992). Er wurde 1994 Mitglied und war von 2007 bis 2013 Vorsitzender des renommierten Konstanzer Arbeitskreises für mittelalterliche Geschichte. Im Herbst 1997 leitete er gemeinsam mit Helmut Maurer und Hansmartin Schwarzmaier eine Tagung des Konstanzer Arbeitskreises zum Thema „Schwaben und Italien im Hochmittelalter (10.–13. Jahrhundert)“. Von 2014 bis Herbst 2020 war er Vorsitzender der Gesellschaft Oberschwaben für Geschichte und Kultur. Für 2023 wurde ihm der Friedrich-Schiedel-Wissenschaftspreis zur Geschichte Oberschwabens zugesprochen.

## Schriften (Auswahl)
Schriftenverzeichnisse
- Veröffentlichungen von Thomas Zotz aus den Jahren 2009 bis 2022. In: Heinz Krieg (Hrsg.): Handlungsspielräume und soziale Bindungen von Eliten im Südwesten des mittelalterlichen Reiches. Kolloquium zu Ehren von Thomas Zotz (= Freiburger Beiträge zur Geschichte des Mittelalters. Bd. 5). Thorbecke, Ostfildern 2023, ISBN 978-3-7995-8554-5, S. 133–142.
- Veröffentlichungen von Thomas Zotz aus den Jahren 2003 bis 2008. In: Andreas Bihrer, Mathias Kälble, Heinz Krieg (Hrsg.): Adel und Königtum im mittelalterlichen Schwaben. Festschrift für Thomas Zotz zum 65. Geburtstag (= Veröffentlichungen der Kommission für Geschichtliche Landeskunde in Baden-Württemberg. Bd. 175). Kohlhammer, Stuttgart 2009, ISBN 978-3-17-020863-6, S. 407–412. Rezensiert von Hugo Siefert, in: Schriften des Vereins für Geschichte und Naturgeschichte der Baar 53, 2010, S. 201–202 (online).

Monografien
- Die Zähringer. Dynastie und Herrschaft (= Urban-Taschenbücher. Bd. 776). Kohlhammer, Stuttgart 2018, ISBN 3-17-022066-7.
- Der Breisgau und das alemannische Herzogtum. Zur Verfassungs- und Besitzgeschichte im 10. und beginnenden 11. Jahrhundert (= Vorträge und Forschungen. Sonderband 15). Thorbecke, Sigmaringen 1974, ISBN 3-7995-6675-9 (online).

Herausgeberschaften
- mit Edwin Ernst Weber: Herrschaft, Kirche und Bauern im nördlichen Bodenseeraum in karolingischer Zeit (= Oberschwaben. Forschungen zu Landschaft, Geschichte und Kultur. Bd. 5). Kohlhammer, Stuttgart 2020, ISBN 978-3-17-038328-9.
- mit Andreas Schmauder, Johannes Kuber: Von den Welfen zu den Staufern. Der Tod Welfs VII. 1167 und die Grundlegung Oberschwabens im Mittelalter (= Oberschwaben. Forschungen zu Landschaft, Geschichte und Kultur. Bd. 4). Kohlhammer, Stuttgart 2020, ISBN 978-3-17-037334-1.
- mit Harald Derschka, Jürgen Klöckler: Konstanz und der Südwesten des Reiches im hohen und späten Mittelalter. Festschrift für Helmut Maurer zum 80. Geburtstag (= Konstanzer Geschichts- und Rechtsquellen. Bd. 48). Thorbecke, Ostfildern 2017, ISBN 3-7995-6848-4.
- mit Felix Heinzer: Hermann der Lahme. Reichenauer Mönch und Universalgelehrter des 11. Jahrhunderts (= Veröffentlichungen der Kommission für Geschichtliche Landeskunde in Baden-Württemberg. Reihe B: Forschungen. Bd. 208). Kohlhammer, Stuttgart 2016, ISBN 978-3-17-030723-0.
- mit Jeannette Rauschert, Simon Teuscher: Habsburger Herrschaft vor Ort – weltweit (1300–1600). Beiträge einer Tagung auf Schloss Lenzburg bei Zürich, 9. bis 11. Oktober 2008. Thorbecke, Ostfildern 2013, ISBN 978-3-7995-0891-9.
- mit Peter Kurmann: Historische Landschaft – Kunstlandschaft? Der Oberrhein im späten Mittelalter (= Vorträge und Forschungen. Bd. 68). Thorbecke, Ostfildern 2008, ISBN 978-3-7995-6868-5 (Digitalisat).
- Fürstenhöfe und ihre Außenwelt. Aspekte gesellschaftlicher und kultureller Identität im deutschen Spätmittelalter. Josef Fleckenstein zum 85. Geburtstag (= Identitäten und Alteritäten. Bd. 16). Ergon-Verlag, Würzburg 2004, ISBN 3-89913-326-9.
- mit Helmut Maurer, Hansmartin Schwarzmaier: Schwaben und Italien im Hochmittelalter (= Vorträge und Forschungen. Bd. 52). Thorbecke, Stuttgart 2001, ISBN 3-7995-6652-X (Digitalisat).